# 고정의
고정의(高正義, ?~?)는 고구려의 대신이다. 여당 전쟁 때 대로(對盧)의 자리에 있었으며 15만 군을 지휘하였다.

## 생애
645년 당 태종의 군대가 고구려의 여러 성을 정복하고 안시성까지 진군하였다. 이에 당시 실권자 연개소문은 고정의에게 15만 대군을 지휘하게 한다. 북부 욕살 고연수와 남부 욕살 고혜진은 지방관에 불과하다. 나이가 많아 경험이 풍부한 대로(對盧) 고정의가 고연수에게 이르기를 "당 태종은 안으로는 군웅을 제거하고 밖으로는 오랑캐를 굴복시켜 황제에 오른 자로 세상을 구할 만한 인재이다. 지금 당나라의 군사들에게 대적할 수는 없다. 일단 싸우지 말고 여러 날을 대치만 하면서 별동대로 그들의 군량 수송로를 차단하는 것만 못하다. 군량이 떨어지면 싸우려 해도 싸울 수 없고 돌아가려 해도 길이 없으니 우리가 이길 수 있다."고 하며 장기전을 제안하였다. 그러나 고연수와 고혜진은 이를 듣지 않고(안시성주가 반연개소문파라 배신할까 두려워 속전속결을 서두른 것이란 가설이 있다) 곧바로 당과 전면전을 벌였다가 주필산 전투에서 참패하고 항복하였다. 이에 고정의는 남은 병력을 모아 안시성주와 함께 안시성에서 농성했고, 당의 보급을 막아 끝내 당의 침입을 격퇴한다.

## 고정의 등장한 작품
- 《연개소문》, SBS, 2006년 ~ 2007년, 배우: 이신재

## 참고 문헌
- 《삼국사기》21권 고구려본기 제9 보장왕 4년